# بوملا جوبودو-ماديكيزيلا
بوملا جوبودو-ماديكيزيلا (من مواليد 15 فبراير 1955)، رئيسة البحث في دراسات الصدمات التاريخية والتحول في جامعة ستيلينبوش في جنوب إفريقيا.
تخرجت من جامعة فورت هير بدرجة البكالوريوس ودرجة الشرف في علم النفس. حصلت على درجة الماجستير في علم النفس العيادي من جامعة رودس. حصلت على درجة الدكتوراه في علم النفس من جامعة كيب تاون. تقدم أطروحتها للدكتوراه بعنوان "تراث العنف: تحليل متعمق لدراستي حالة استنادًا إلى مقابلات مع مرتكبي جريمة قتل "القلادة" ومع يوجين دي كوك"، منظورًا يدمج مفاهيم التحليل النفسي والنفسي الاجتماعي لفهم التطرف. أشكال العنف التي ارتكبت في عهد الفصل العنصري. اهتماماتها الرئيسية هي الذكريات المؤلمة في أعقاب الصراع السياسي، والمصالحة بعد الصراع، والتعاطف، والتسامح، والتحليل النفسي، والذاتية المتبادلة. عملت في لجنة الحقيقة والمصالحة (TRC). تعمل حاليًا في جامعة فري ستيت في بلومفونتين كأستاذة أبحاث أولى.